# Катастрофа Boeing 727 в Солт-Лейк-Сити
Катастрофа Boeing 727 в Солт-Лейк-Сити — авиационная катастрофа пассажирского самолёта Boeing 727-22 авиакомпании United Air Lines, произошедшая в четверг 11 ноября 1965 года в аэропорту Солт-Лейк-Сити. Авиалайнер выполнял пассажирский рейс из Денвера, когда при посадке врезался в землю до полосы, разрушился и загорелся, при этом погибли 43 пассажира.

## Самолёт
Boeing 727-22 с регистрационным номером N7030U (заводской — 18322, серийный — 130) свой первый полёт совершил 25 февраля 1965 года, а 7 апреля поступил в United Air Lines, имея к тому времени наработку 6 часов 2 минуты. Был оснащён тремя туровентиляторными (двухконтурными) двигателями модели Pratt & Whitney JT8D-1, каждый из которых развивал силу тяги в 14 000 фунтов (6350 кгс). Общая наработка самолёта составляла 1781 час 39 минут. Обслуживался в соответствии с действующими в авиакомпании руководствами и инструкциями. Вес и центровка при выполнении рокового полёта находились в пределах допускаемых.

## Экипаж
- Командир воздушного судна — 47-летний Гейл К. Кемайер (англ. Gale C. Kehmeier). В авиакомпании с 1 июля 1941 года, на момент происшествия имел действующую квалификацию пилота самолётов Boeing 707, 720, 727, Douglas DC-3, DC-4, DC-6 и DC-7, а также квалификацию бортинженера. Квалификацию на Boeing 727 подтвердил 2 августа 1965 года. По медицинскому заключению должен был носить корректирующие линзы; сам командир сообщил, что на момент происшествия был в очках. Общий налёт в должности пилота составлял 17 743 часа, из которых 334 часа были на Boeing 727 и 1510 часов на Boeing 720[4]. Налёт за последние 24 часа до катастрофы составил примерно 1 час[3].
- Второй пилот — 39-летний Филипп Е. Спайсер (англ. Philip E. Spicer). В авиакомпании с 22 сентября 1955 года, имел квалификацию пилота одно- и многомоторных самолётов. Общий налёт в должности пилота составлял 6074 часа, из которых 84 часа были на Boeing 727. Налёт за последние 24 часа до катастрофы составил 6 часов 19 минут. Отдых перед роковым полётом длился примерно 12 часов[3].
- Бортинженер — 28-летний Рональд Р. Кристенсен (англ. Ronald R. Christensen). В авиакомпании с 27 января 1964 года, имел квалификацию пилота одномоторных самолётов. Общий налёт составлял 1027 часов, из которых примерно 500 часов были в должности пилота, включая 166 часов в должности бортинженера Boeing 727. Налёт за последние 24 часа до катастрофы составил примерно 1 час[3].
- Стюардессы[3]:
  - Виктория Ж. Кол (англ. Victoria J. Cole). В авиакомпании с 17 июля 1961 года.
  - Фэй Б. Джонс (англ. Faye B. Johns). В авиакомпании с 24 июля 1964 года.
  - Аннет П. Фолц (англ. Annette P. Folz). В авиакомпании с 16 сентября 1964 года.

## Катастрофа
Самолёт выполнял регулярный пассажирский рейс UA227 по маршруту Нью-Йорк — Кливленд — Чикаго —  Денвер — Солт-Лейк-Сити — Сан-Франциско. В 10:35 рейс 227 вылетел из аэропорта Ла Гуардия (Нью-Йорк) и постепенно благополучно прибыл в аэропорт Стэплтон города Денвер, где произошла смена экипажа. В 16:54 с 85 пассажирами и 6 членами экипажа на борту самолёт вылетел в Солт-Лейк-Сити и после набора высоты занял установленный планом эшелон 310 (9,4 км). Продолжительность полёта должна была составить 57 минут. Управление самолётом на протяжении всего полёта осуществлял командир экипажа. На подходе к аэропорту назначения экипаж, связавшись с центром управления воздушным движением в Солт-Лейк-Сити, запросил разрешение выполнить заход не через Прово, а через пересечение «Лехи», которое находилось в 23 милях юго-восточнее аэропорта, то есть выполнять прямой заход с востока, а не с запада. В 17:35:45 диспетчер дал разрешение экипажу снижаться по усмотрению до 16000 футов (4,9 км). Командир экипажа подтвердил получение информации и попросил сообщить, когда они будут в 60 милях к востоку от пересечения Лехи. В 17:38:05 диспетчер передал, что самолёт в 60 милях восточнее Лехи, на что командир доложил: Окей, мы начинаем снижение.
В процессе снижения самолёт прошёл сквозь слой облаков толщиной около 6000 футов (1,8 км), при этом была включена противообледенительная система двигателей. Когда рейс 227 находился в пяти милях юго-юго-западнее Лехи, контроль за ним был передан диспетчеру подхода, который дал новое разрешение на продолжение снижения. Следуя на высоте 16000 футов в облаках, экипаж установил режим двигателей на малый газ и задействовал воздушные тормоза. На высоте 11000 футов воздушные тормоза были убраны, так как самолёт вышел из облаков и была видна полоса. В 17:47:00 диспетчер передал: …Юнайтед семьдесят два двадцать семь… вы в пяти милях от маяка Ривертон. Выходите на посадочный курс, разрешён заход на посадку по ИЛС на полосу три четыре левая. Затем диспетчер спросил о высоте, на что в 17:48:10 с самолёта доложили о начале снижения скорости полёта до 250 узлов, а находятся они на высоте 10 000 футов и видят взлётно-посадочную полосу. Тогда рейс 227 был передан диспетчеру взлёта и посадки (диспетчер на башне), который в 17:49:40 дал разрешение на посадку.
С вертикальной скоростью 2000 футов (610 метров) в минуту авиалайнер начал снижаться к полосе, хотя рекомендуемая вертикальная скорость для захода на посадку составляла 600—800 футов (180—240 метров) в минуту, а индикатор полёта на ИЛС при этом полностью отклонился вниз. Примерно за полторы—две минуты до катастрофы на высоте 6500 футов над уровнем моря второй пилот попытался замедлить снижение увеличением режима двигателей, но командир убрал его руку с рычагов управления двигателями, сказав: Пока нет. Спустя секунд 20—30 на высоте около 5500 футов над уровнем моря второй пилот увеличил режим двигателей до половины. Однако увеличения тяги не последовало, тогда командир взял управление и попытался поднять нос самолёта, чтобы замедлить снижение. Одновременно второй пилот независимо от капитана перевёл двигатели на взлётный режим. Сидящие в хвостовой части стюардессы и пассажиры при этом услышали характерное увеличение оборотов двигателей. Примерно через 10 секунд снижающийся в посадочной конфигурации «Боинг» врезался в землю в 335 футах (102 метра) от торца полосы 34L. При ударе обе основные стойки шасси отделились, в результате чего фюзеляж упал задней частью на землю. На передней стойке шасси и задней части фюзеляжа лайнер вылетел на бетон полосы и проскользил по земле в общей сложности 2838 фута (865 метров). Машина вылетела вправо с полосы, после чего остановилась в 150 футах (46 метров) к востоку от неё, повернувшись на курс 123°. В процессе скольжения оторвало левый двигатель, а в районе правого двигателя разорвало топливопровод, после чего вытекший авиакеросин воспламенился от искр, вызвав пожар. В 17:52:1* на диспетчерскую вышку аэропорта по домофону поступило сообщение, что самолёт компании United разбился при посадке. Спустя три с половиной минуты после происшествия к самолёту прибыли два автомобиля аварийной службы аэропорта, которые начали тушить пожар в хвостовой части. Однако эти меры были малоэффективны, так как огонь в основном был в салоне. Лишь к 18:30 пожар был взят под контроль. В результате пожара 43 пассажира погибли (из них 2 умерли в больнице через несколько дней) от ожогов и отравления дымом, все 6 членов экипажа и 29 пассажиров были ранены, а остальные 13 пассажиров относительно не пострадали.

## Расследование
Изучив пилотную историю командира экипажа, комиссия обнаружила интересные подробности из его прошлого. 10 января 1944 года он был повышен со второго пилота до командира ещё винтовых самолётов, а 4 ноября 1960 года в рамках проведённой в авиакомпании программы обучения получил квалификацию пилота реактивных самолётов, первым из которых был Douglas DC-8. Однако ещё во время наземной подготовки были отмечены проблемы с освоением материала, поэтому Гейла отправили на дополнительную подготовку, после чего только допустили к полётам. Во время проверок он показывал неудовлетворительные результаты по работе в экипаже, оценке, выполнению стандартных операционных процедур, а также по выполнению посадки, которая была недостаточно мягкой. На основе таких результатов и рекомендаций пилота-инструктора 6 февраля 1961 года Кемайера сняли с реактивных самолётов и перевели обратно на винтовой Douglas DC-6, на котором результаты проверок были уже выше среднего.
В мае 1962 года пилота возвращают на реактивные самолёты и он после обучения получает квалификацию на Boeing 720. Результаты проверок на данном типе были в целом удовлетворительными до 31 декабря 1963 года, но 2 января 1963 года Кемайер провалил проверку по выполнению точного захода на посадку по приборам. В ходе данной проверки он в двух заходах оказывался выше глиссады, полностью выпускал закрылки при работающих на малом газу двигателях, медленно увеличивал режим двигателей при уходе на второй круг, при этом доводил мощность двигателей только до 50 %. Проведённая через два дня перепроверка показала уже удовлетворительные результаты. Обучение на Boeing 727 было начато в январе 1965 года, а 5 февраля 1965 года была присвоена квалификация на данный тип. Инспектор, который проверял командира Кемайера, во время слушаний не смог вспомнить подробностей, хотя в целом результаты проверки оценил как ниже среднего. Проверка от 8 сентября 1965 года по выполнению полёта по маршруту показала, однако, результаты выше среднего.

## Причины
7 июля 1966 года комиссия выпустила отчёт, в котором пришла к заключению, что катастрофа была вызвана грубой посадкой из-за ошибки командира экипажа, который выполнял снижение со значительным превышением вертикальной скорости. Среди рекомендаций по предотвращению подобных происшествий рекомендовалось изменить программу обучения пилотов B-727, а авиакомпании рекомендовалось ещё изменить расположение мест стюардесс ближе к выходам. Также была отмечена недостаточная эффективность по проведению эвакуации пассажиров из горящего самолёта, что требовало проведения дополнительных программ и испытаний по этому вопросу.

### Комментарии
1. ↑  Здесь и далее указано Горное время (MST).
2. ↑  англ. Lehi — представляет собой точку пересечения векторов 141° от радиомаяка аэропорта Солт-Лейк-Сити и 030° от радиомаяка Прово, расположено в 23 милях юго-восточнее Солт-Лейк-Сити и в 13 милях северо-восточнее Прово.